# Plataneros de Corozal 2015
Questa voce raccoglie le informazioni riguardanti i Plataneros de Corozal nelle competizioni ufficiali della stagione 2015.

## Organigramma societario
Area direttiva
- Presidente: Javier Díaz

Area tecnica
- Primo allenatore: Eduardo Galarza (fino a settembre), Ramón Hernández (da settembre)
- Secondo allenatore: Enrique Pérez

## Rosa
| N° | Nome              | Ruolo | Data di nascita  | Nazionalità sportiva |
| -- | ----------------- | ----- | ---------------- | -------------------- |
| 1  | Gabriel Crespo    | L     | 15 gennaio 1997  | Porto Rico           |
| 1  | Roberto Ortíz     | L     | -                | Porto Rico           |
| 2  | Juan Carlos Ribas | S     | 8 settembre 1993 | Porto Rico           |
| 3  | Anthony Negrón    | C     | -                | Porto Rico           |
| 5  | Alexander Robles  | S     | 22 ottobre 1989  | Porto Rico           |
| 6  | Ángel Rodríguez   | P     | -                | Porto Rico           |
| 8  | José Ribas        | C     | 31 dicembre 1991 | Porto Rico           |
| 9  | Roberto Rodríguez | P     | 8 agosto 1986    | Porto Rico           |
| 10 | Joseph Sunder     | S     | 18 maggio 1989   | Stati Uniti          |
| 11 | Marcos Liendo     | L     | 8 novembre 1989  | Porto Rico           |
| 12 | Chadli Gutiérrez  | S/O   | -                | Porto Rico           |
| 14 | David Menéndez    | C     | 22 febbraio 1988 | Porto Rico           |
| 15 | Abdiel Rivera     | P     | 13 aprile 1995   | Porto Rico           |
| 16 | Josué Rivera      | S     | 14 aprile 1992   | Porto Rico           |
| 17 | Jean Carlos Ortíz | S/O   | 23 febbraio 1988 | Porto Rico           |

## Mercato
| Acquisti | Acquisti          | Acquisti                 | Acquisti      |
| R.       | Nome              | da                       | Modalità      |
| -------- | ----------------- | ------------------------ | ------------- |
| L        | Gabriel Crespo    | ?                        | definitivo    |
| S        | Juan Carlos Ribas | Cariduros de Fajardo     | definitivo    |
| C        | Anthony Negrón    | Changos de Naranjito     | definitivo    |
| S        | Alexander Robles  | Patriotas de Lares       | definitivo    |
| P        | Ángel Rodríguez   | ?                        | definitivo    |
| C        | José Ribas        | Gigantes de Carolina     | fine prestito |
| P        | Roberto Rodríguez | ?                        | definitivo    |
| S        | Joseph Sunder     | Sir Safety Perugia       | definitivo    |
| L        | Marcos Liendo     | Huracanes de Bolívar     | definitivo    |
| S/O      | Chadli Gutiérrez  | ?                        | definitivo    |
| C        | David Menéndez    | Caribes de San Sebastián | definitivo    |
| P        | Abdiel Rivera     | Mets de Guaynabo         | fine prestito |
| S        | Josué Rivera      | Brigham Young            | definitivo    |
| S/O      | Jean Carlos Ortíz | Cariduros de Fajardo     | definitivo    |
| L        | Roberto Ortíz     | Gigantes de Carolina     | definitivo    |

| Cessioni | Cessioni         | Cessioni             | Cessioni   |
| R.       | Nome             | a                    | Modalità   |
| -------- | ---------------- | -------------------- | ---------- |
| S/O      | Jair Santiago    | Gigantes de Carolina | definitivo |
| C        | Josué Núñez      | Patriotas de Lares   | definitivo |
| S        | Ezequiel Cruz    | Capitanes de Arecibo | definitivo |
| S/O      | Ulises Maldonado | Cariduros de Fajardo | definitivo |
| L        | Gabriel Crespo   | -                    | svincolato |

## Risultati

### LVSM

#### Regular season
| 1ª giornata - 21 agosto 2015 Coliseo Gelito Ortega, Naranjito              | Changos de Naranjito     | 1 - 3 | Plataneros de Corozal    | 25-27, 25-16, 22-25, 22-25        |
| 2ª giornata - 23 agosto 2015 Coliseo Carmen Zoraida Figueroa, Corozal      | Plataneros de Corozal    | 3 - 2 | Caribes de San Sebastián | 25-23, 25-21, 18-25, 21-25, 15-10 |
| 3ª giornata - 30 agosto 2015 Coliseo Carmen Zoraida Figueroa, Corozal      | Plataneros de Corozal    | 0 - 3 | Mets de Guaynabo         | 23-25, 26-28, 18-25               |
| 4ª giornata - 3 settembre 2015 Coliseo Carmen Zoraida Figueroa, Corozal    | Plataneros de Corozal    | 0 - 3 | Indios de Mayagüez       | 25-21, 19-25, 20-25, 22-25        |
| 5ª giornata - 5 settembre 2015 Coliseo Manuel Iguina, Arecibo              | Capitanes de Arecibo     | 3 - 0 | Plataneros de Corozal    | 25-18, 25-18, 25-21               |
| 6ª giornata - 10 settembre 2015 Coliseo Tomás Dones, Fajardo               | Gigantes de Carolina     | 3 - 0 | Plataneros de Corozal    | 25-14, 25-23, 25-20               |
| 7ª giornata - 12 settembre 2015 Coliseo Carmen Zoraida Figueroa, Corozal   | Plataneros de Corozal    | 0 - 3 | Gigantes de Carolina     | 21-25, 21-25, 19-25               |
| 8ª giornata - 18 settembre 2015 Coliseo Carmen Zoraida Figueroa, Corozal   | Plataneros de Corozal    | 0 - 3 | Capitanes de Arecibo     | 18-25, 17-25, 23-25               |
| 9ª giornata - 20 settembre 2015 Palacio de Recreación y Deportes, Mayagüez | Indios de Mayagüez       | 3 - 1 | Plataneros de Corozal    | 25-22, 18-25, 25-20, 25-18        |
| 10ª giornata - 22 settembre 2015 Coliseo Félix Méndez Acevedo, Lares       | Patriotas de Lares       | 3 - 2 | Plataneros de Corozal    | 22-25, 18-25, 25-23, 25-21, 15-11 |
| 11ª giornata - 24 settembre 2015 Coliseo Mario Morales, Guaynabo           | Mets de Guaynabo         | 3 - 1 | Plataneros de Corozal    | 25-23, 23-25, 25-20, 25-20        |
| 12ª giornata - 26 settembre 2015 Coliseo Carmen Zoraida Figueroa, Corozal  | Plataneros de Corozal    | 3 - 0 | Patriotas de Lares       | 25-19, 25-21, 25-19               |
| 13ª giornata - 30 settembre 2015 Coliseo Carmen Zoraida Figueroa, Corozal  | Plataneros de Corozal    | 3 - 2 | Changos de Naranjito     | 25-22, 26-24, 22-25, 22-25, 15-13 |
| 14ª giornata - 2 ottobre 2015 Coliseo Luis Aymat Cardona, San Sebastián    | Caribes de San Sebastián | 3 - 0 | Plataneros de Corozal    | 25-23, 25-19, 25-18               |
| 15ª giornata - 16 ottobre 2015 Coliseo Gelito Ortega, Naranjito            | Changos de Naranjito     | 2 - 3 | Plataneros de Corozal    | 18-25, 28-26, 21-25, 25-23, 11-15 |
| 16ª giornata - 18 ottobre 2015 Coliseo Carmen Zoraida Figueroa, Corozal    | Plataneros de Corozal    | 0 - 3 | Caribes de San Sebastián | 22-25, 23-25, 16-25               |
| 17ª giornata - 20 ottobre 2015 Coliseo Manuel Iguina, Arecibo              | Capitanes de Arecibo     | 3 - 1 | Plataneros de Corozal    | 24-26, 25-21, 25-21, 25-23        |
| 18ª giornata - 23 ottobre 2015 Coliseo Carmen Zoraida Figueroa, Corozal    | Plataneros de Corozal    | 2 - 3 | Mets de Guaynabo         | 29-27, 19-25, 22-25, 25-21, 13-15 |
| 19ª giornata - 25 ottobre 2015 Coliseo Félix Méndez Acevedo, Lares         | Patriotas de Lares       | 3 - 0 | Plataneros de Corozal    | 26-24, 25-20, 25-17               |
| 20ª giornata - 1 novembre 2015 Coliseo Carmen Zoraida Figueroa, Corozal    | Plataneros de Corozal    | 3 - 1 | Indios de Mayagüez       | 22-25, 25-23, 25-22, 25-23        |
| 21ª giornata - 6 novembre 2015 Coliseo Carmen Zoraida Figueroa, Corozal    | Plataneros de Corozal    | 3 - 0 | Gigantes de Carolina     | 25-22, 25-21, 25-10               |
| 22ª giornata - 8 novembre 2015 Coliseo Carmen Zoraida Figueroa, Corozal    | Plataneros de Corozal    | 3 - 2 | Changos de Naranjito     | 23-25, 23-25, 25-15, 25-23, 15-9  |
| 23ª giornata - 11 novembre 2015 Coliseo Guillermo Angulo, Carolina         | Gigantes de Carolina     | 0 - 3 | Plataneros de Corozal    | 22-25, 15-25, 22-25               |
| 24ª giornata - 13 novembre 2015 Coliseo Mario Morales, Guaynabo            | Mets de Guaynabo         | 3 - 0 | Plataneros de Corozal    | 25-18, 25-20, 25-22               |

#### Play-off
| Quarti di finale (gara 1) - 17 novembre 2015 Coliseo Luis Aymat Cardona, San Sebastián    | Caribes de San Sebastián | 3 - 1 | Plataneros de Corozal    | 19-25, 25-22, 25-23, 25-23        |
| Quarti di finale (gara 2) - 18 novembre 2015 Coliseo Manuel Iguina, Arecibo               | Capitanes de Arecibo     | 2 - 3 | Plataneros de Corozal    | 25-10, 18-25, 25-19, 26-28, 12-15 |
| Quarti di finale (gara 4) - 22 novembre 2015 Coliseo Carmen Zoraida Figueroa, Corozal     | Plataneros de Corozal    | 3 - 2 | Capitanes de Arecibo     | 15-25, 25-22, 25-19, 17-25, 15-13 |
| Quarti di finale (gara 5) - 23 novembre 2015 Coliseo Carmen Zoraida Figueroa, Corozal     | Plataneros de Corozal    | 1 - 3 | Caribes de San Sebastián | 22-25, 22-25, 25-23, 21-25        |
| Quarti di finale (spareggio) - 27 novembre 2015 Coliseo Luis Aymat Cardona, San Sebastián | Caribes de San Sebastián | 2 - 3 | Plataneros de Corozal    | 19-25, 25-14, 25-22, 21-25, 12-15 |
| Semifinali (gara 1) - 29 novembre 2015 Coliseo Guillermo Angulo, Carolina                 | Gigantes de Carolina     | 3 - 0 | Plataneros de Corozal    | 25-26, 30-28, 25-21               |
| Semifinali (gara 2) - 1 dicembre 2015 Coliseo Carmen Zoraida Figueroa, Corozal            | Plataneros de Corozal    | 2 - 3 | Gigantes de Carolina     | 22-25, 25-20, 24-26, 25-21, 10-15 |
| Semifinali (gara 3) - 3 dicembre 2015 Coliseo Carmen Zoraida Figueroa, Corozal            | Plataneros de Corozal    | 1 - 3 | Gigantes de Carolina     | 25-15, 26-28, 22-25, 19-25        |
| Semifinali (gara 4) - 5 dicembre 2015 Coliseo Guillermo Angulo, Carolina                  | Gigantes de Carolina     | 3 - 1 | Plataneros de Corozal    | 25-20, 22-25, 25-22, 30-28        |

## Statistiche

### Statistiche di squadra
| Competizione | Punti | In casa | In casa | In casa | In trasferta | In trasferta | In trasferta | Totale | Totale | Totale |
| Competizione | Punti | G       | V       | P       | G            | V            | P            | G      | V      | P      |
| ------------ | ----- | ------- | ------- | ------- | ------------ | ------------ | ------------ | ------ | ------ | ------ |
| LVSM         | 25    | 16      | 7       | 9       | 17           | 5            | 12           | 33     | 12     | 21     |
| Totale       | -     | 16      | 7       | 9       | 17           | 5            | 12           | 33     | 12     | 21     |

G = partite giocate; V = partite vinte; P = partite perse